# فيسنتي غالو
فيسنتي غالو (بالإسبانية: Vicente Gallo)‏ هو سياسي أرجنتيني، ولد في 3 أكتوبر 1873 في سان ميغيل دي توكومان في الأرجنتين، وتوفي في 3 يونيو 1942. حزبياً، نشط في الاتحاد المدني الراديكالي. وقد انتخب عضو مجلس الشيوخ الأرجنتيني عن دائرة بوينس آيرس (30 أبريل 1919 – 1 ديسمبر 1923) وانتخب عضو مجلس النواب في الأرجنتين.